# ブレイデントン・マローダーズ
ブレイデントン・マローダーズ（英語: Bradenton Marauderss）は、アメリカ合衆国フロリダ州ブレイデントンに本拠地をおくマイナーリーグのプロ野球チーム。MLBのピッツバーグ・パイレーツ傘下A+級チームでフロリダ・ステート・リーグ西地区に所属している。本拠地球場はレコム・パーク。

## 歴史
1957年、フロリダ州タンパにタンパ・ターポンズの名でフィラデルフィア・フィリーズ傘下のチームとして創設された。1961年からはシンシナティ・レッズ傘下となり、ピート・ローズ、ジョニー・ベンチ、ケン・グリフィー、デーブ・コンセプシオンといった1970年代に黄金期を迎えた「ビッグレッドマシン」のメンバーを輩出している。1988年には提携先がシカゴ・ホワイトソックスに代わり、タンパ・ホワイトソックスとなったが、1年でフロリダ州サラソタへ移転した。
サラソタ移転後はホワイトソックス、ボストン・レッドソックス、レッズが提携球団となったが、いずれも親球団のニックネームをチーム名に使っていた。この頃に輩出した有名選手では、フランク・トーマス、ノマー・ガルシアパーラ、ジョーイ・ボットらがいる。
2010年にはレッズとピッツバーグ・パイレーツとのA+級のフランチャイズの交換が行われ、さらにパイレーツがスプリングトレーニングを行うフロリダ州ブレイデントンへ移転し、チーム名もブレイデントン・マローダーズとなった。マローダーとは略奪者という意味である。

## 過去の主な所属選手

### タンパ時代
- ビル・ソーレル
- リー・メイ (内野手)
- ピート・ローズ
- ジミー・ウィン
- ジョニー・ベンチ
- ハル・マクレー
- デーブ・コンセプシオン
- ケン・グリフィー
- ルイス・サンチェス
- ジェイ・ハウエル
- ブラッド・レスリー
- ジェフ・ラッセル
- ポール・オニール
- トム・ブラウニング
- エディ・ウィリアムズ
- ロブ・ディブル
- レニー・ハリス
- ドン・ワカマツ

### サラソタ時代
- フランク・トーマス
- ジム・モリス
- ボブ・ウィックマン
- ボー・ジャクソン
- ピート・ローズ・ジュニア
- オルメド・サインズ
- ロドニー・ボルトン
- ジョニー・ラフィン
- レイ・ダーラム
- カールトン・フィスク
- デーブ・スティーブ
- アンディ・エイバッド
- ノマー・ガルシアパーラ
- ロン・メイヘイ
- ルー・メローニ
- ジェフ・スーパン
- トロット・ニクソン
- アーロン・シーリー
- シェイ・ヒレンブランド
- スティーブ・エイベリー
- クリス・ボシオ
- デビッド・エクスタイン
- レジー・ジェファーソン
- ラファエル・ベタンコート
- ロビンソン・チェコ
- 金善宇
- マット・キニー
- バート・ミアディッチ
- クリス・リーツマ
- モーガン・バークハート
- スコット・ハッテバーグ
- ジャスティン・デュークシャー
- マイク・マロース
- ラモン・マルティネス
- ケイシー・フォッサム
- ダン・ガイス
- ブレット・セイバーヘイゲン
- カール・エバレット
- フレディ・サンチェス
- ローランド・アローホ
- デビッド・コーン
- ホルヘ・デラロサ
- トレバー・ミラー
- トニー・ブランコ
- ジョン・ハッティグ
- ケリー・ショパック
- ケビン・ユーキリス
- フランク・フランシスコ
- チャーリー・ジンク
- デビッド・マーフィー
- マニー・デルカーメン
- アラン・エンブリー
- チャド・フォックス
- ケイソン・ギャバード
- ラミロ・メンドーサ
- クリス・スミス (投手)
- マット・ホワイト
- ブランドン・モス
- マット・マートン
- ダスティン・ペドロイア
- ハンリー・ラミレス
- レニー・ディナルド
- 金炳賢
- ジョン・レスター (左投手)
- ルイス・メンドーサ
- クラ・メレディス
- ジョナサン・パペルボン
- クリス・ディッカーソン
- ジョーイ・ボット
- 奉重根
- ジョニー・クエト
- ラモン・オルティーズ
- ポール・ヤニッシュ
- ジェイソン・ラルー
- アダム・ロサレス
- ホーマー・ベイリー
- グラント・バルフォア
- サム・レキュア
- ポール・ウィルソン
- ジェイ・ブルース
- クリス・ハイジー
- クレイグ・テータム
- ジャスティン・ターナー
- クリス・バライカ
- ヨンダー・アロンソ
- フアン・フランシスコ
- トッド・フレイジャー
- ジェフ・ケッピンジャー
- デビッド・ロス
- ドリュー・スタッブス
- マット・ベライル
- スコット・キャロル
- ジョシュ・フォッグ
- ローガン・オンドルセク
- ザック・スチュワート
- トラビス・ウッド
- ディディ・グレゴリウス
- デビン・メソラコ
- クリストファー・ネグロン
- ネフタリ・ソト
- ジェレミー・ホースト
- カーティス・パーチ

### ブレイデントン・マローダーズ時代
- エリック・フライヤー
- ロビー・グロスマン
- ブロック・ホルト
- スターリング・マルテ
- ギフト・ンゴエペ
- スティーブ・ピアース
- トニー・サンチェス
- ホセ・アスカニオ
- ジョエル・ハンラハン
- クレイグ・ハンセン
- クリス・ジャクボースカス
- ジェフ・ロック
- ディエゴ・モレノ
- ブライアン・モリス
- ハンター・ストリックランド
- ペドロ・アルバレス
- ラモン・カブレラ
- チェイス・ダーノー
- ライアン・ドゥーミット
- アレックス・プレスリー
- クリス・スナイダー
- ホセ・タバタ
- ジョー・ベイメル
- ビック・ブラック
- ブランドン・カンプトン
- フィル・アーウィン
- エバン・ミーク
- ロス・オーレンドルフ
- ドニー・ビール
- アレックス・ディッカーソン
- A.J.バーネット
- ダニエル・カブレラ
- ゲリット・コール
- クリス・ラルー
- ダニエル・マカッチェン
- ケイシー・サドラー
- ジェイムソン・タイヨン
- リック・バンデンハーク
- エリアス・ディアス
- ウィリー・ガルシア
- アレン・ハンソン
- ホセ・オスーナ
- グレゴリー・ポランコ
- ジェイコブ・スタリングス
- ホセ・コントレラス
- ジェフ・カーステンス
- ニック・キンガム
- フランシスコ・リリアーノ
- ジェームズ・マクドナルド
- チャーリー・モートン (投手)
- ジョエリー・ロドリゲス
- エイドリアン・サンプソン
- ジョシュ・ベル (1992年生の内野手)
- アダム・フレイジャー
- マックス・モロフ
- クリス・スチュワート
- ニール・ウォーカー
- タイラー・グラスノー
- チャド・クール
- ストルミー・ピメンテル
- ジャコビー・ジョーンズ
- オースティン・メドウズ
- ジャスティン・セラーズ
- ジェレミー・ブライヒ
- スティーブン・ブロート
- ドヴィダス・ネブラウスカス
- クレイトン・リチャード
- ジョーダン・ルプロウ
- ケビン・ニューマン
- パブロ・レイエス
- コール・タッカー
- タナー・アンダーソン
- ジャスティン・マスターソン
- エドガー・サンタナ
- スティーブン・タープリー
- トレバー・ウィリアムズ
- ケブライアン・ヘイズ
- ミッチ・ケラー
- 姜正浩
- ショーン・ロドリゲス
- ジョー・マスグローブ
- エニー・ロメロ
- ボー・シュルツ